# Station Daisy Hill
Daisy Hill is een spoorwegstation van National Rail in Bolton in Engeland. Het station is eigendom van Network Rail en wordt beheerd door Northern Rail. 